# 황호통
황호통(黃浩通)은 조선시대의 판소리 명창이다. 충청남도 공주에서 태어났으며, 김정근에게서 판소리를 배웠다. 목청이 양성이고 우렁차서 기운이 많으므로 호통이라는 별명을 얻었다. 그는 춘향가와 심청가를 잘 불렀다. 특히, 《춘향가》 중에서 어사발행하는 대목을 잘하였다.